# Salvatore Maccali
Salvatore Maccali (* Milão, 2 de abril de 1955). Foi um ciclista italiano, profissional entre 1978 e 1985, cujo maior sucesso desportivo conseguiu-o na Volta a Espanha de 1978, onde conseguiria 1 vitória de etapa na edição de 1978.

## Palmarés
| 1978 - 1 etapa na Volta a Espanha |